# Pterolophia sumbawensis
Pterolophia sumbawensis là một loài bọ cánh cứng trong họ Cerambycidae.